# Bhūmi
Pour les articles homonymes, voir Bhumi.

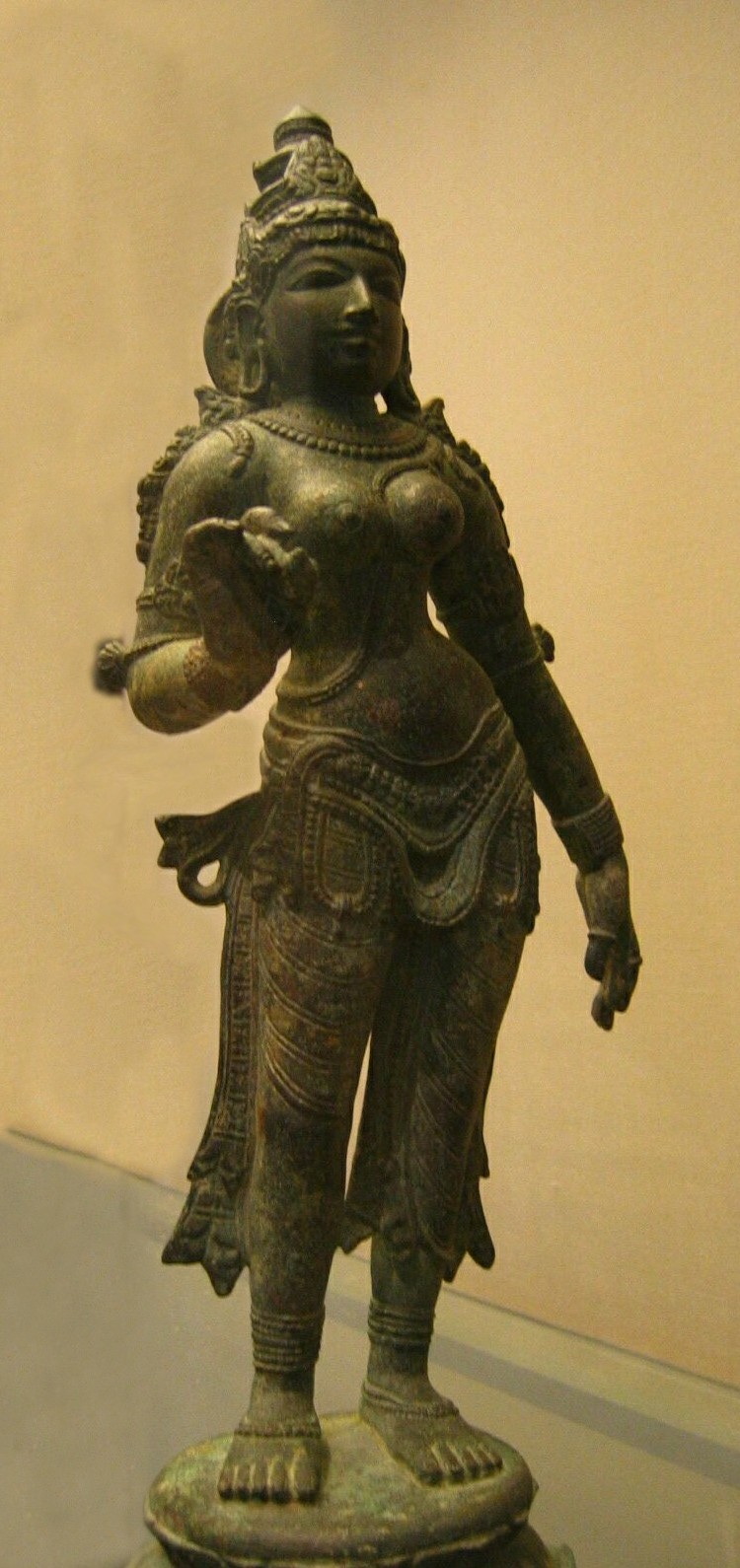
Statue de Bhû Devî.
(British Museum).

Dans l'hindouisme, Bhûmi, appelée aussi Bhû Devî ou Bhûmidevî, est un aspect de Devî, la Grande Déesse, en tant que personnification divine de la Terre. Elle est considérée parfois comme la shakti ou l'épouse de Vishnou, seule ou en compagnie de Sridevi. Bhudevi et Sridevi sont deux aspects complémentaires de la déesse Lakshmi. 
Avec le sanglier cosmique Varaha, troisième avatar de Vishnou, elle a donné naissance[Comment ?] au démon Narakasura.[réf. nécessaire]